# Irina Shunikhovskaya
Iryna Volodymyrivna Chunykhovska (16 de julho de 1967) é uma velejadora que competiu pela União Soviética.

## Carreira
Iryna Chunykhovska representou seu país nos Jogos Olímpicos de 1988, na qual conquistou a medalha de bronze na classe 470. 